# Lapü
Lapü es una película documental colombiana dirigida por César Alejandro Jaimes y Juan Pablo Polanco. Estrenado en las salas colombianas el 31 de octubre de 2019, el documental ha registrado numerosas apariciones en festivales internacionales como el Festival de Cine de Sundance (donde hizo parte de la selección oficial), el Berlinale, el DocumentaMadrid, el Global Cinema de Boston, el Festival Internacional de Cine de San Francisco y el Festival de Cine de Cartagena, entre muchos otros.

## Sinopsis

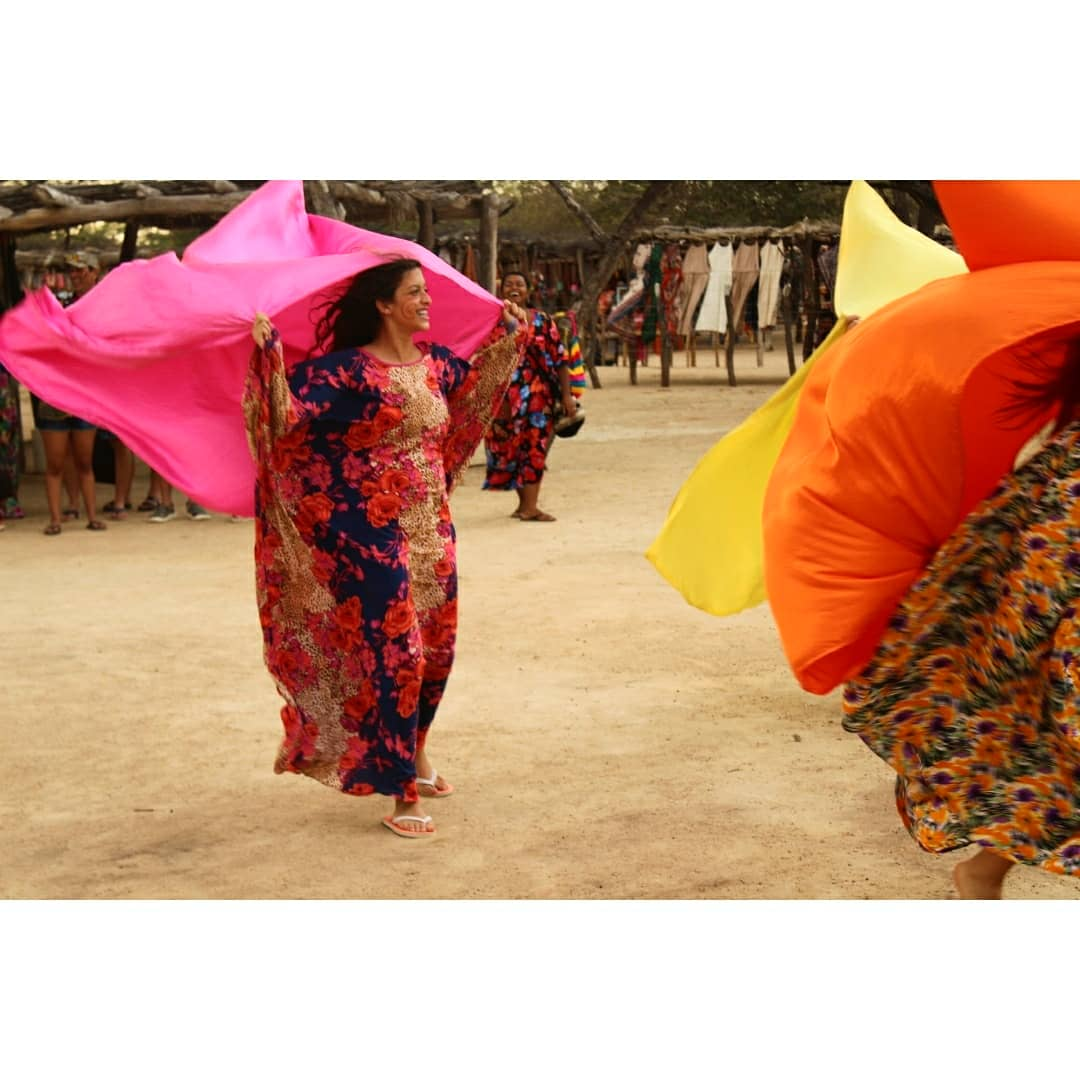
Lapü presenta algunas tradiciones del pueblo wayú. En la imagen se representa uno de sus bailes tradicionales.

Doris es una joven perteneciente a la familia wayú. Un día despierta intranquila luego de tener un sueño en el que su prima, fallecida años atrás, le pide que exhume sus restos y los entierre en el cementerio familiar en la alta Guajira. Este proceso, conocido como el ritual del Segundo Entierro, es una de las tradiciones más importantes de la familia wayú. El documental relata la experiencia de Doris llevando a cabo este ritual.

## Recepción
Lapü fue bien recibida por la crítica. Martha Parra del diario El Tiempo señaló: "La película tiene la valentía y la autenticidad de lidiar con aquello que José Luis Guerín llama "pactar con el alzar". Con esa parte que no se puede controlar... y Lapü lo hace a través de un viaje que impone su propio ritmo". André Didyme de Rolling Stone alabó la producción, afirmando que es "uno de los mejores documentales colombianos de todos los tiempos, en el que cada plano encapsula una gran belleza y un profundo significado".